# 페터 바이스

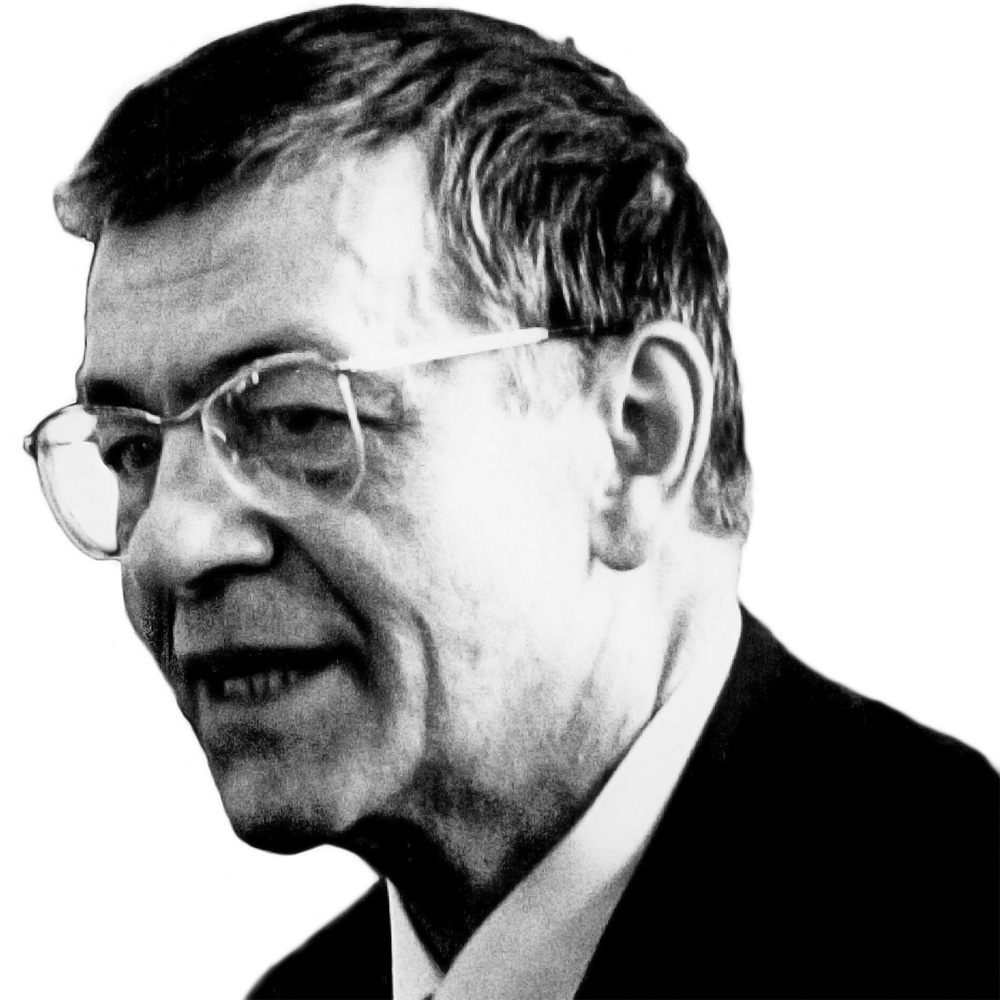
페터 바이스 (1982년)

페터 울리히 바이스(Peter Ulrich Weiss, 1916년 11월 8일 ~ 1982년 5월 10일)는 독일의 극작가다.
제2차 세계대전이 벌어지기 전에 유태계 가족과 함께 스웨덴으로 이주하여 화가로서 출발했으나, 1950년대부터 처음으로 독일어로 작품을 발표하여, 습작극 <손님이 오는 밤>에 이어 <마라의 박해와 암살>(1964)로 획기적인 성공을 거두었다. 개인주의와 혁명가를 대립시킨 이 작품에는 작자 자신은 제3의 입장을 취할 것으로 생각했는데, 얼마 후 사회주의적인 입장을 취할 것을 표명하여, 정치극 <수사(搜査)>, <루시타니아 도깨비의 노래> <베트남 논쟁>을 발표했고 1970년에는 <망명의 트로츠키>를 발표했다.